# Lokendra Bahadur Chand
Lokendra Bahadur Chand (Nepali लोकेन्द्र बहादुर चन्द; * 15. Februar 1940 in Kurkutia, Distrikt Baitadi, Nepal) ist ein nepalesischer zunächst parteiloser Politiker, der später der Rastriya Prajatantra Partei beitrat und unter anderem von 1983 bis 1986, 1990, 1997 sowie zuletzt zwischen 2002 und 2003 viermal Premierminister von Nepal war.

## Leben
Chand übernahm als Nachfolger von Surya Bahadur Thapa am 12. Juli 1983 erstmals das Amt als Premierminister von Nepal und hatte dieses bis zum 21. März 1986 inne, woraufhin Nagendra Prasad Rijal kommissarischer Nachfolger wurde. Am 6. April 1990 löste er Marich Man Singh Shrestha ab und übernahm zum zweiten Mal das Amt des Premierministers. Bereits 13 Tage später wurde er am 19. April 1990 jedoch von Krishna Prasad Bhattarai von der Nepalesischen Kongresspartei wieder abgelöst.
Am 6. März 1997 trat Premierminister Sher Bahadur Deuba zurück, nachdem er im Repräsentantenhaus des Königreichs Nepal (Pratinidhi Sabha) die Vertrauensfrage gestellt hatte, aber nur 101 statt der mindestens 103 notwendigen Stimmen des 205-köpfigen Parlaments erhalten hatte. Am 10. März 2003 ernannte König Gyanendra Bir Bikram Shah Dev daraufhin Chand zum neuen Premierminister, der daraufhin am 12. März 1997 vereidigt wurde. Im Anschluss bildete Chand sein drittes Kabinett, dem unter anderem Bamdev Gautam als stellvertretender Premierminister und Innenminister sowie Rabindra Nath Sharma als Außen- und Verteidigungsminister angehörten, während er selbst zusätzlich das Amt des Verteidigungsministers übernahm. Am 19. März 1997 gewann er eine im Repräsentantenhaus gestellte Vertrauensfrage mit 113 Stimmen und bildete am 24. März sein Kabinett um, wonach Prakash Chandra Lohani neuer Außenminister wurde. Am 4. Oktober 1997 trat er zurück, nachdem ihm das Repräsentantenhaus mit 107 zu 94 Stimmen das Misstrauen aussprach. Im Anschluss wurde am 7. Oktober 1997 Surya Bahadur Thapa als neuer Premierminister vereidigt und übernahm 17 Ministerämter selbst, während Finanzminister Rabindra Nath Sharma und der bisherige Außenminister Kamal Thapa ihre Ämter behielten. Am 9. Oktober 1997 gewann Thapa eine Vertrauensfrage im Repräsentantenhaus mit 109 Stimmen.
König Gyanendra entließ am 4. Oktober 2002 Premierminister Sher Bahadur Deuba, löste den Ministerrat auf und übernahm vorübergehend selbst die Exekutivmacht. Eine Woche später ernannte der König am 11. Oktober 2002 Chand, der nunmehr der Rastriya Prajatantra Partei angehörte, zum vierten Mal zum Premierminister. Chand übernahm 13 Ministerämter wie das des Verteidigungsministers selbst, während Narendra Bikram Shah Außenminister, Badri Prasad Shrestha Finanzminister und Dharma Bahadur Thapa Innenminister wurde. Am 30. Mai 2003 trat er als Premierminister zurück und führte die Amtsgeschäfte noch bis zum 5. Mai 2003 weiter, woraufhin sein Parteifreund Surya Bahadur Thapa die Nachfolge antrat.